# محرك رولز رويس بينين
محرك رولز-رويس بينين (Rolls-Royce Pennine) محرك بريطاني يعمل بالتبريد الهوائي، بسعة 46 لترًا، ويستخدم صمامات الكم (sleeve valve)، مكوَّنًا من 24 أسطوانة مرتبة على شكل X. كان المحرك نسخة مكبرة من محرك إكز بسعة 22 لترًا. وقد تم تصنيع واختبار نموذج أولي من هذا المحرك، لكنه لم يُستخدم في الطيران مطلقًا. ألغي المشروع عام 1945، بعد أن تم تجاوز هذه الفئة من المحركات بسبب ظهور المحركات النفاثة.
كان من المخطط أيضًا تطوير نسخة أكبر بسعة 100 لتر وقدرة 5,000 حصان بتكوين X32 (مزدوج X16) من محرك إكز/بينين، وكان يُعرف في البداية باسم Exe 100، وكان من المفترض أن يُطلق عليه اسم رولز-رويس سنودون.
تجدر الإشارة إلى أن محركات رولز-رويس الهوائية المبردة والتي كانت مخصصة للطائرات التجارية، كانت تُسمى على أسماء جبال بريطانية، مثل بينينز وسنودون.

## المواصفات

### الخصائص العامة
- النوع: محرك طائرات مكبسي ذو 24 أسطوانة، مبرد بالهواء، مزود بشاحن فائق (supercharged)، بزاوية X مقدارها 90 درجة
- القطر الداخلي للأسطوانة (Bore): 5.4 إنش (137.1 ملم)
- الشوط (Stroke): 5.0 إنش (127 ملم)
- الإزاحة (Displacement): 2791 إنش³ (45.73 لتر)
- الطول: 106 إنش (2692 ملم)
- العرض: 39 إنش (991 ملم)
- الارتفاع: 37.5 إنش (952 ملم)
- الوزن الجاف: 2,850 رطل (1,293 كجم)

### المكونات
- نظام الصمامات: صمامات كم (Sleeve valve)
- الشاحن الفائق (Supercharger): شاحن طرد مركزي يعمل بالتروس، ذو مرحلة واحدة وسرعتين
- نوع الوقود: بنزين طيران
- نظام التبريد: تبريد بالهواء المضغوط

### الأداء
- القدرة الإنتاجية: 2,740 حصان (2,043 كيلوواط) عند 3,500 دورة في الدقيقة، مع تعزيز ضغط +12 psi عند مستوى سطح البحر
- نسبة القدرة إلى الوزن: 0.96 حصان/رطل (1.58 كيلوواط/كجم)